# South Bloomfield (Ohio)
South Bloomfield – wieś w Stanach Zjednoczonych, w stanie Ohio, w hrabstwie Pickaway.